# Сборная Чехии по мини-футболу
Национальная сборная Чехии по мини-футболу представляет Чехию на международных соревнованиях по мини-футболу. На чемпионатах мира ни разу не проходила дальше второго раунда. Лучший результат на чемпионатах Европы показала в 2003 году, сумев дойти до полуфинала, где после проигрыша сборной Украины прекратила своё выступление, так как в том году матча за 3-е место не проводилось.

## Турнирные достижения

### Чемпионат мира по мини-футболу
- 1992 — не квалифицировалась
- 1996 — не квалифицировалась
- 2000 — не квалифицировалась
- 2004 — 2-й раунд
- 2008 — 1-й раунд
- 2012 — 1/8 финала
- 2016 — не квалифицировалась
- 2021 — 1/8 финала

### Чемпионат Европы по мини-футболу
- 1996 — не участвовала
- 1999 — не квалифицировалась
- 2001 — 1-й раунд
- 2003 — полуфиналист
- 2005 — 1-й раунд
- 2007 — 1-й раунд
- 2010 — 3-е место
- 2012 — 1-й раунд
- 2014 — 1-й раунд
- 2016 — 1-й раунд